# Christian Dick
Christian Dick (* 2. September 1883 in Ås; † 14. August 1955 in Oslo) war ein norwegischer Segler.

## Erfolge
Christian Dick, der beim Kongelig Norsk Seilforening (KNS) segelte, gewann 1920 in Antwerpen bei den Olympischen Spielen in der 7-Meter-Klasse die Silbermedaille. Er war Crewmitglied der Fornebo, deren übrige Crew aus Sten Abel und Niels Nielsen sowie Skipper Johan Faye bestand, die mit dem britischen Boot Ancora von Skipper Cyril Wright lediglich einen Konkurrenten hatte. Die Fornebo gewann die erste Wettfahrt, doch die Ancora sicherte sich jeweils den Sieg in der zweiten und dritten Wettfahrt und schloss die Regatta dadurch auf dem ersten Platz ab.